# Aston Martin Vanquish Zagato
L'Aston Martin Vanquish Zagato est une supercar à moteur V12 dessinée par Zagato et produite par le constructeur automobile britannique Aston Martin.

## Présentation

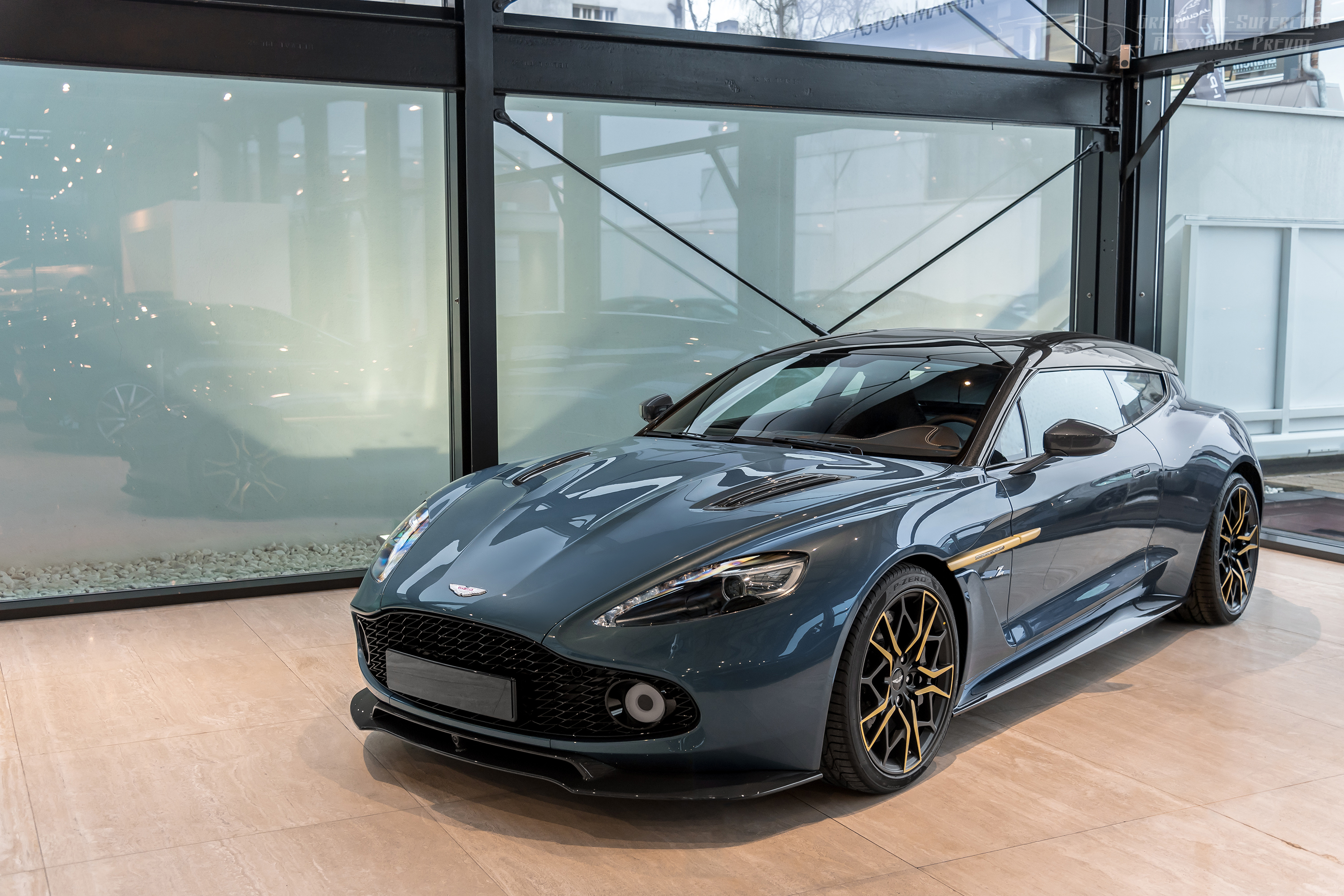
Aston Martin Vanquish Zagato, 2019.

La Vanquish Zagato est en fait une Aston Martin Vanquish avec une carrosserie différente. Le véhicule a été présenté au Concours d'élégance de la Villa d'Este. Le design extérieur est inspiré de celui de la majestueuse One-77 est la V12 Zagato présentée en 2011, quand au design intérieur est inspiré de celui de la Vanquish à l'exception de quelques détails comme le signe "Z" pour "Zagato" sur les appuis-tête des sièges en cuir. Sous le capot, on trouve le même V12 atmosphérique de 5.9L de cylindrée de la Vanquish, mais la puissance a été portée à 600 ch, quant à la boîte de vitesses ZF à 8 rapports est remplacée par une boîte manuelle à 6 rapports. La production de l'Aston Martin Vanquish Zagato est limitée à 99 exemplaires.
Aston Martin a dévoilé la version cabriolet appelée Aston Martin Vanquish Zagato Volante. Comme le coupé elle sera produite à 99 exemplaires mais à un tarif supérieur. Elle possède les mêmes caractéristiques techniques que le coupé hormis un 0 à 100 km/h effectué en 3,7 secondes soit 0,2 seconde de plus que la variante fermée.
Le 16 août 2017, Aston Martin dévoile deux nouvelles versions de ses Vanquish Zagato nommées Speedster et Shooting Brake. La Speedster se démarque de la Volante par ses deux bossages à l'arrière et la Shooting Brake possède un pavillon fuyant et une lunette arrière inclinée au Pebble Beach Concours d'Elegance.

## Chiffres de production
- Coupé          99 exemplaires
- Volante        99 exemplaires
- Speedster      28 exemplaires
- Shooting Brake 99 exemplaires